# Melampus bullaoides
Melampus bullaoides is een slakkensoort uit de familie van de Ellobiidae. De wetenschappelijke naam van de soort is voor het eerst geldig gepubliceerd in 1808 door Montagu.